# Erdmann Neumeister
Erdmann Neumeister (født 12. maj 1671 i Uichteritz, død 18. august 1756 i Hamburg) var en tysk salmedigter, poet og teolog fra baroktiden.
Neumeister skrev talrige kantatetekster og indførte som den første recitativer og arier efter forbilleder fra operaen. Fem af hans tekster komponerede Johann Sebastian Bach musik til mellem 1711 og 1714 (BWV 18, BWV 61, BWV 24, BWV 28 og BWV 59). Andre komponister som satte musik til hans libretti var Philipp Heinrich Erlebach, Johann Philipp Krieger og Georg Philipp Telemann.